# Maladroit
Maladroit – czwarty album zespołu Weezer. Proces jego produkcji był wyjątkowy, ponieważ zespół udostępniał poprzez swoją oficjalną stronę pliki z nowymi nagraniami ze studia i koncertów, prosząc fanów o opinię. Rivers Cuomo (jako Ace) i historyk zespołu Karl Koch brali aktywny udział w dyskusjach z fanami na forach internetowych odnośnie do zespołu oraz wymieniali maile. Fani byli odpowiedzialni za przywrócenie takich piosenek jak „Slob” i „Dope Nose”, które zespół grał na koncertach w roku 2000. Zespół korzystał też z ich sugestii odnośnie do aranżacji. Taka wymiana zdań prowadziła do wielu kontrowersji, czego wyraz można znaleźć w tekstach do „American Gigolo” i „Space Rock”. Rivers posunął się nawet do tego, że obrażał fanów w jednym z wywiadów. Ostatecznie utwory do albumu wybrał menadżer zespołu. Mimo porażki eksperymentu z interaktywnym nagrywaniem albumu, zespół umieścił na książeczce dołączonej do płyty podziękowania dla osób biorących aktywny udział w internetowej dyskusji. Tytuł albumu został wymyślony przez jedną z fanek. Jest to pierwsza płyta ze Scottem Shrinerem na basie, który gra na wszystkich kolejnych albumach zespołu.

## Lista utworów
Wszystkie utwory napisane przez Riversa Cuomo.
| Nr  | Tytuł                   | Długość |
| --- | ----------------------- | ------- |
| 1.  | "American Gigolo"       | 2:42    |
| 2.  | "Dope Nose"             | 2:17    |
| 3.  | "Keep Fishin'"          | 2:52    |
| 4.  | "Take Control"          | 3:05    |
| 5.  | "Death and Destruction" | 2:38    |
| 6.  | "Slob"                  | 3:08    |
| 7.  | "Burndt Jamb"           | 2:39    |
| 8.  | "Space Rock"            | 1:53    |
| 9.  | "Slave                  | 2:53    |
| 10. | "Fall Together"         | 2:02    |
| 11. | "Possibilities"         | 2:00    |
| 12. | "Love Explosion"        | 3:35    |
| 13. | "December"              | 2:59    |

## Wykonawcy
- Rivers Cuomo: śpiew, gitary, klawisze
- Brian Bell: chórki, gitary
- Scott Shriner: gitara basowa, chórki
- Patrick Wilson: perkusja, chórki

## Inne utwory nagrane podczas sesji do albumu[15]
- "Acapulco"
- "Ain't Got Much Time"
- "Better Off Alone" - cover utworu holenderskiej grupy trance Alice Deejay
- "Broken Arrows"
- "Change the World"
- "Don't Pick on Me"
- "High Up Above"
- "How Long?"
- "Listen Up"
- "Mr. Taxman"
- "Porcupine"
- "Sandwiches Time"
- "Saturday Night"
- "Seafaring Jamb"
- "Serendipity"
- "We Go Together"
- "Your Room"
- "Zep Jamb"